# Cebrià Cabané i Bril
Cebrià Cabané i Bril o Ciprià Cabané (Sabadell, 27 de gener del 1884 - 1 de juliol de 1956) va ser un pianista i professor de música català. Fou el pare del també músic Adolf Cabané.

## Biografia
Estudià a l'Escola de Música de Sabadell i al Conservatori del Liceu; en acabar la formació al centre barceloní, se'l distingí amb la medalla de plata amb corona d'or. Amplià la formació amb el pianista Carles Vidiella.
Va ser sotsdirector de l'Orfeó de Sabadell ja d'ençà la fundació el 1904, i hom el nomenà també mestre de música de la secció de nois. L'Ajuntament de Sabadell el posà el 1909 al front de l'Escola Municipal de Música de Sabadell i l'any següent li encarregà també que reorganitzés la Banda Municipal, on ja tocava des de la fundació el 1895. Dirigí (però només amb el càrrec de sotsdirector interí) la Banda fins al 1913, quan es convocaren oposicions per dotar la plaça de director i les guanyà Josep Masllovet i Sanmiquel. Del 1913 endavant es dedicà a l'ensenyament privat ensems que, a partir dels anys 20, feia de director i pianista del Quintet Imperial i del Quintet Padró. Acabada la guerra civil, va ser víctima de la depuració franquista, que l'expulsà de la plaça que exercia de professor auxiliar de l'Escola de Música. Als anys 40 formà part de l'Orquestra Muixins.
Compongué sardanes i altres obres musicals.

### Els seus fills
Dels seus fills, Adolf (1911-1993) va seguir els passos del pare i va ser músic i compositor; dirigí l'Orfeó, la Banda Municipal de Sabadell i l'Escola Municipal de Música de Sabadell. Armand (Sabadell, 1913 - Guatemala, 1997), tècnic tèxtil, s'establí a Mèxic durant la Guerra Civil. I Maria Teresa ha publicat dos llibres de poesia:  Narracions verídiques i poesies.  (Sabadell: s.n., 1984). i  Ventall poètic, antologia poètica 1985-1995.  (Sabadell: Diptic, impressor, 1996).

## Sardanes
- Amorosa (1907), per a piano
- Enyorívola
- La núvia (1907)
- Primerenca (1906)
- Tendresa (1908)[5]